# Luigi Cerretti
Luigi Cerretti, född 1 november 1738 och död 4 mars 1808, var en italiensk diktare.
Cerretti var professor i vältalighet i Pavia. Förutom en rad canzoner, oden, sonetter, elegier, kantater, satirer med mera har Cerretti efter lämnat en läroboik i vältalighet, Istituzione di eloquenza (1811).